# Татаринов, Андрей Алексеевич
Андре́й Алексе́евич Тата́ринов (род. 1 января 1951) — российский дипломат. Чрезвычайный и полномочный посол (2010).

## Биография
Окончил МГИМО МИД СССР (1973) и Высшие дипломатические курсы дополнительного профессионального образования при Дипломатической академии МИД России (2000). Владеет вьетнамским, французским и английским языками. Работал на различных дипломатических должностях в центральном аппарате и за рубежом.
На дипломатической работе с 1973 года.
- В 1973—1977 годах — сотрудник Посольства СССР во Вьетнаме.
- В 1982—1988 годах — первый секретарь, советник Посольства СССР во Вьетнаме.
- В 1992—1997 годах — советник-посланник Посольства России в Таиланде.
- В 1997—2001 годах — заместитель директора Департамента кадров МИД России.
- С 9 апреля 2001 по 9 декабря 2004 года — чрезвычайный и полномочный посол Российской Федерации во Вьетнаме[1][2].
- С января 2004 по декабрь 2007 года — заместитель директора Департамента стран АСЕАН и общеазиатских проблем МИД России.
- С января по сентябрь 2008 года — директор Департамента стран Азиатско-Тихоокеанского региона МИД России.
- С 11 сентября 2008 по 4 октября 2012 года — чрезвычайный и полномочный посол Российской Федерации в Новой Зеландии и Самоа по совместительству[3][4][5].
- С 26 сентября 2008 по 4 октября 2012 года — чрезвычайный и полномочный посол Российской Федерации в Королевстве Тонга по совместительству[6][5].
- С 20 ноября 2012 по 20 февраля 2015 года — директор Третьего департамента Азии МИД России.
- C 20 февраля 2015 по 29 апреля 2021 года — чрезвычайный и полномочный посол Российской Федерации в Республике Сингапур[7][8].

## Семья
Женат, имеет сына.

## Награды
- Медаль «За трудовую доблесть» (1980)
- Медаль «В память 850-летия Москвы» (1997)
- Почётная грамота МИД России (2002)
- Орден Дружбы (Вьетнам, 2005)
- Орден Почёта (2011)
- Почётный работник МИД РФ (2016)
- Юбилейная медаль Русской Православной Церкви «В память 1000-летия преставления равноапостольного великого князя Владимира» (2017)

## Дипломатический ранг
- Чрезвычайный и полномочный посланник 2 класса (1 апреля 1994)[9]
- Чрезвычайный и полномочный посланник 1 класса (20 сентября 2003)[10]
- Чрезвычайный и полномочный посол (9 февраля 2010)[11]